# Cotignac
Cotignac (okzitanisch Cotinhac) ist eine französische Gemeinde mit 2.166 Einwohnern (Stand 1. Januar 2022) im Département Var in der Region Provence-Alpes-Côte d’Azur.
2022 wurde Cotignac mit dem Prädikat Die schönsten Dörfer Frankreichs ausgezeichnet.

## Geographie
Cotignac liegt gegenüber einem Felsen im Norden entlang der Cassole, des kleinen Flusses, der durch die Gemeinde von Nord nach Süd durchfließt und schließlich über 10 m tief in einem Wasserfall weiter ins Tal stürzt. Auf dem Mont Verdaille im Südwesten, der das rechte Flussufer überragt, liegt die 1519 gegründete Kapelle Notre-Dame-de-Grâces, die früher ein berühmtes Pilgerziel in der Provence für Frauen war, deren Kinderwunsch unerfüllt blieb. Im Norden, am Hang des Bessillon liegt die Kapelle Saint-Joseph, die ebenfalls das Ziel vieler Pilger ist.
Unterhalb des Ortes befindet sich eine 80 m hohe und 400 m lange Felswand aus Tuffstein, in der sich zahlreiche Höhlen finden, die teilweise enorm große Stalaktiten beherbergen. Dort liegt auch die La Salle des Merveilles genannte, 50 m tiefe Karsthöhle mit mehr als 200 m langen Korridoren. Etwas weiter entfernt befindet sich die Tropfsteinhöhle Trompines, in der sich das Wasser der Quelle Saint-Martin sammelt.

## Sehenswürdigkeiten
- Behausungen von Höhlenbewohnern
- Die Kapelle Notre Dame de Grâces

## Katholische Kirche
Für die katholische Kirche ist Cotignac von besonderer Bedeutung. Sie erkennt zwei Erscheinungen Marias und eine des Hl. Josephs an. Beiden Heiligen ist ein Gotteshaus im Ort gewidmet: Die Kapelle Notre Dame de Grâces ist der Hl. Maria geweiht, das Kloster Saint-Joseph du Bessillon dem Hl. Joseph.

## Persönlichkeiten
Ludwig XIV. und seine Mutter Anna von Österreich kamen am 21. Februar 1659 nach Cotignac, um für die 20 Jahre zurückliegende Geburt Louis zu danken. Der Schweizer Schriftsteller und Feuerwehrexperte Hermann Degner machte die Gemeinde zu seiner Wahlheimat.

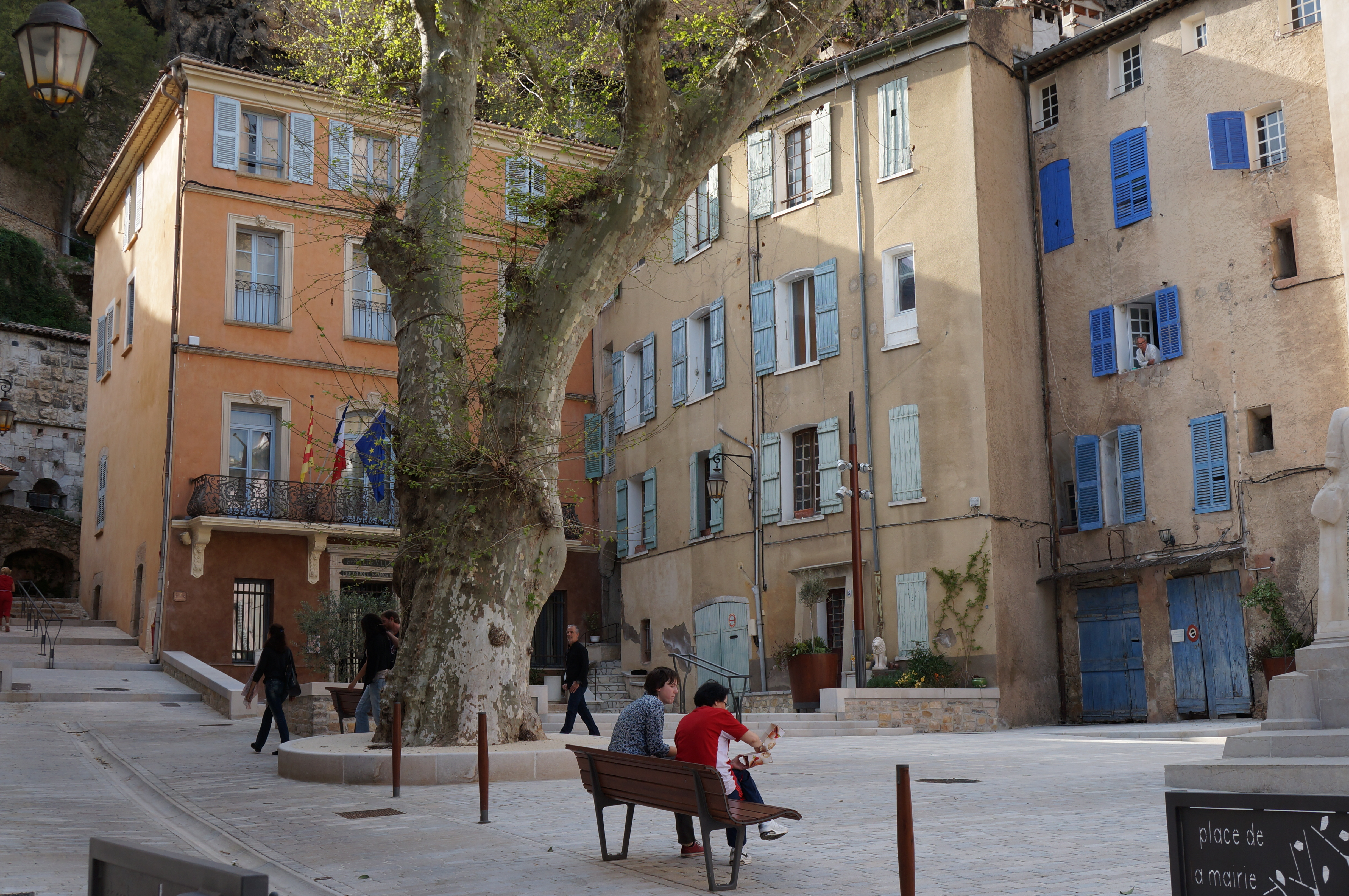
Zentraler Platz in Cotignac
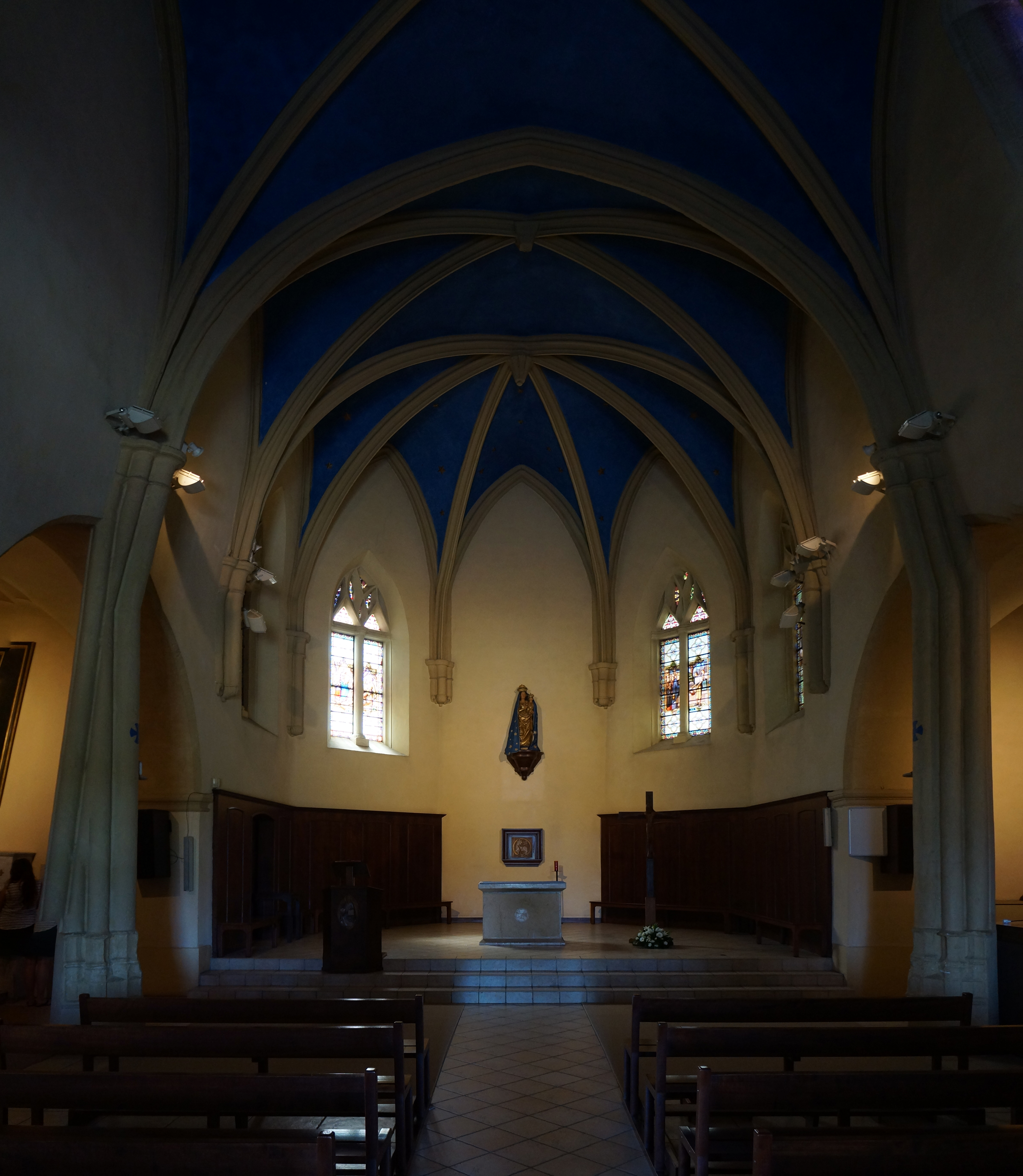
Kirche Notre Dame de Grâces in Cotignac
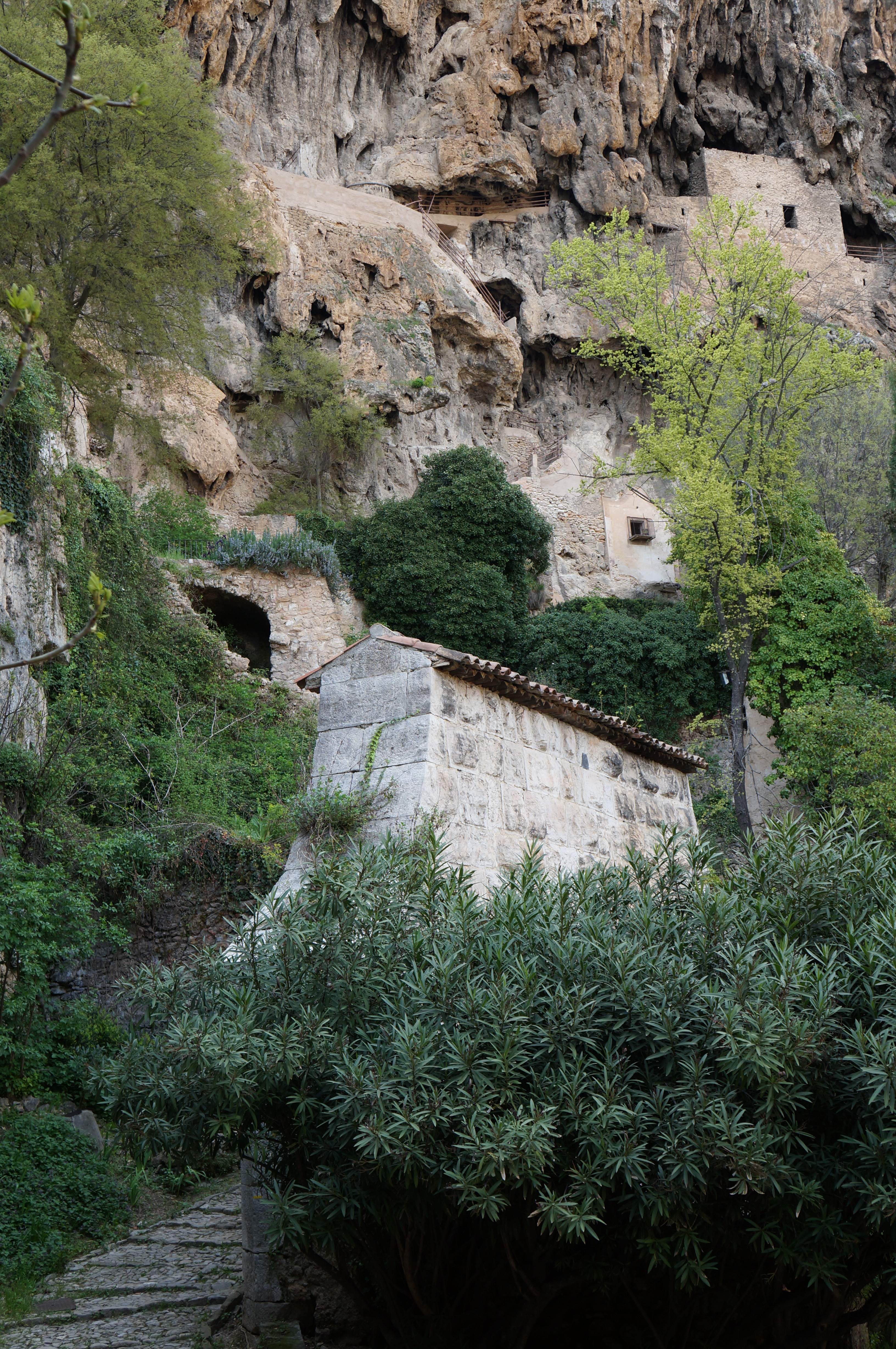
Häuser am Felsen mit Höhlen in Cotignac
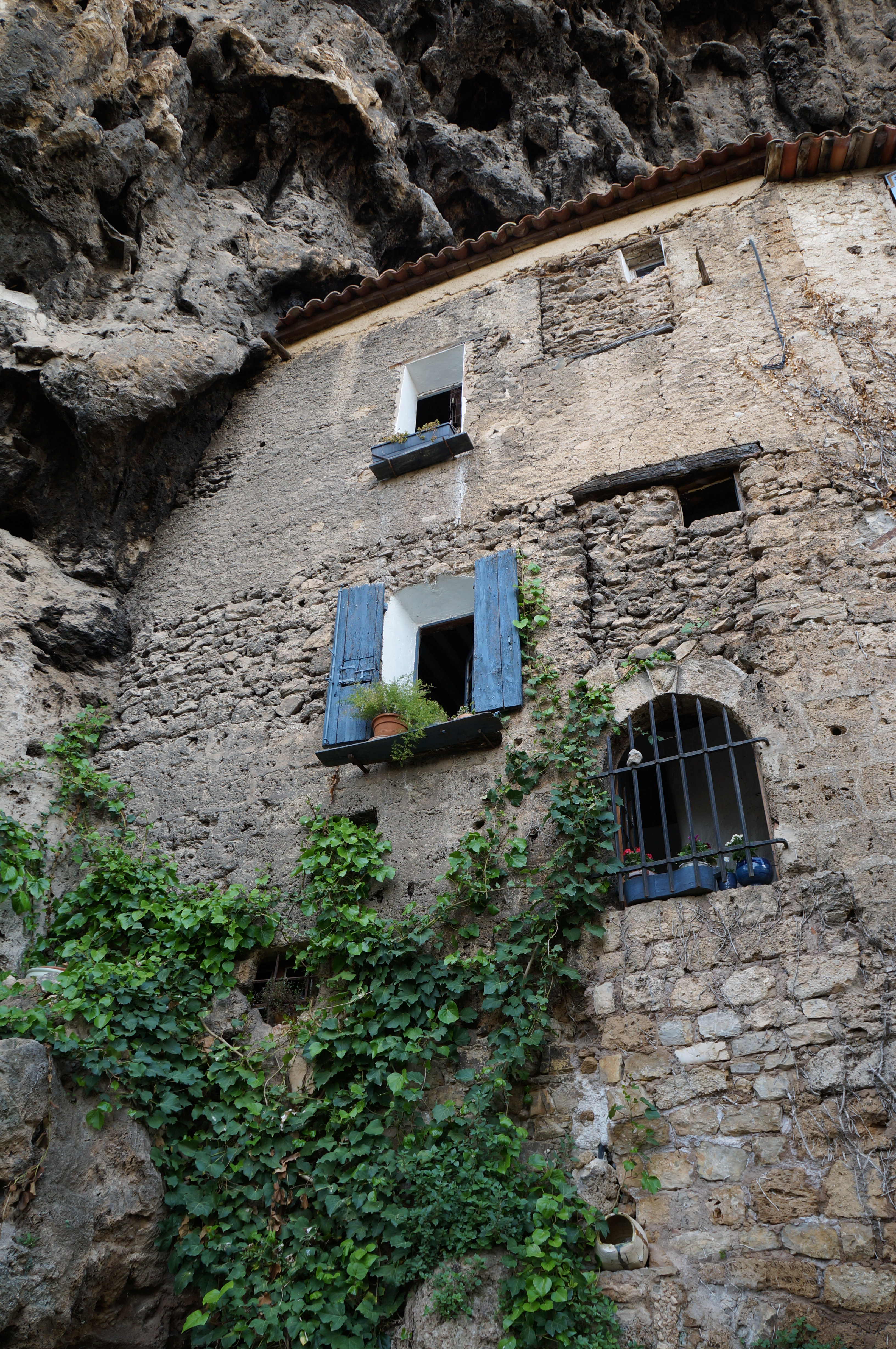
Haus im Felsen in Cotignac